# Norðfjörður
Norðfjörður (in lingua islandese: Fiordo del Nord) è un fiordo situato nel settore orientale dell'Islanda.

## Descrizione
Norðfjörður è un piccolo fiordo situato nella regione dell'Austurland, nei fiordi orientali. Ha una larghezza di 2 km all'imboccatura e penetra per 4 km nell'entroterra.
È l'unico abitato dei tre bracci che si diramano dalla baia di Norðfjarðarflói; gli altri due sono Hellisfjörður e Viðfjörður.
È posizionato a sud del Mjóifjörður. 
Le sue sponde sono racchiuse da ripidi pendii su entrambi i versanti. Le catene montuose sul lato settentrionale raggiungono gli 800–900 metri e sul lato meridionale i 500–550 metri.
Dal punto di vista amministrativo l'area del fiordo fa parte del comune di Fjarðabyggð.

## Insediamenti
Il villaggio di Neskaupstaður si trova sulla sponda settentrionale del fiordo. È il maggiore insediamento dei fiordi orientali. Al 1 gennaio 2019 aveva 1 469 abitanti.
L'area intorno a Neskaupstaður è stata popolata sin dai tempi dei primi insediamenti in Islanda nel IX e X secolo.

## Vie di comunicazione
Da novembre 2017 il fiordo può essere facilmente raggiunto con la strada 92 che si collega alla Hringvegur nei pressi di Reyðarfjörður, dopo aver superato il tunnel Norðfjarðargöng tra Neskaupstaður ed Eskifjörður.
Nel 1949 era stata aperta una strada che permetteva di raggiungere il fiordo superando il passo Oddsskarð posto a 705 metri di altezza. Nel 1977 era stato aperto il tunnel Oddsskarðsgöng, lungo 632 metri, che consentiva di evitare il passo. Prima di allora il fiordo era raggiungibile solo via mare dal Viðfjörður.
All'estremità occidentale del fiordo nei pressi della foce del fiume Norðfjarðará, è stato costruito un piccolo aeroporto.